# 土耳其宪法
《土耳其共和国宪法》（土耳其語：Türkiye Cumhuriyeti Anayasası）是土耳其共和國的根本法律。其规定如何组织政府，并列名国家行使主权的准则，以及国家应对公民所承担的义务。同时，也明定土耳其公民所享有的权利与义务。.
现行的宪法于1982年11月7日被批准，因此也被称为1982年宪法，以取代先前的1961年宪法。从批准至今，此部宪法总共被修正了17次，其中有两次，即在2007年与2010年，是通过全民公投进行修正的。从总体上看，此部宪法全部共有177款条文，其中有113款经过了不同程度的修订。

## 制宪历史
奥斯曼帝国的第一部宪法颁布于1876年，并且在1908年被修订了一次。
而现代的土耳其共和国自成立至今，总共颁布过四部宪法：
- 1921年宪法,
- 1924年宪法
- 1961年宪法
- 1982年宪法（现行）

目前的现行宪法是在土耳其军政府时期通过全民公投所批准的。自从1982年批准现行宪法以来，它已经经历了诸多发生在土耳其共和国的重要事件。同时，它也被多次修订以适应全球或区域的地缘政治的变化。它最近一次的修订就在2010年， 是对第五十九条中关于体育活动管理的行政许可程序的修正并在2011年3月时生效。

## 总览

### 第一部分：创立国家之原则
宪法中规定土耳其是一个世俗的民主共和国，国家主权来自人民且归国家所有。其中国家权力由土耳其公民所选举的一院制议会土耳其大国民议会代为行使。 

土耳其大国民议会徽章

第四款规定前三款所规定的国家成立原则禁止以任何形式的更改或移动，同时援引了有关民族独立的相关定义，并且规定土耳其的基本社会形式为世俗、平等、公正的共和国，且共和国政体永远不变。基于此，土耳其在宪法中被叙述为是一个基于世俗民主原则的单一制民族国家。
第五款则定义了国家的基本目标与权利。宪法中规定立法权、行政权、司法权相互分离，即三权分立。同时规定行政与立法之间一般不相互干涉，但是司法拥有可以监督两者的权力。

### 第二部分：个人集体之权利
第二部分也称为权利法案，共有十二款用以保障公民的基本权利与自由，其定义如下：
- 第十七款：身体与精神不受侵犯
- 第十八款：禁止强迫劳动
- 第十九款：人身自由
- 第二十款：隐私不受侵犯
- 第二十一款：住所不受侵犯
- 第二十二款：通信自由
- 第二十三款：迁徙自由
- 第二十四款：宗教和信仰自由
- 第二十五款：思想和意见自由
- 第二十六款：表达与传播思想自由
- 第二十七款：科学和艺术自由
- 第三十五款：个人财产不受侵犯

第五款规定了国家存在的理由，即“为个人的基本生存提供物质与精神上的保障”。
这些看上去已经深入人心的权利其实都拥有国际法的基础，例如《世界人权宣言》，土耳其正是1948年12月第一批批准的国家之一。

#### 人人平等
除了将土耳其定为世俗国家的规定外，第十款还规定禁止任何基于语言、种族、性别、党派、宗教信仰等所产生的不平等，任何土耳其公民在法律面前一律平等。第三款明确，土耳其国家与领土是一个不可分割的整体，其官方语言是土耳其语。 第六十六款规定了土耳其公民身份。

#### 言论自由
第二十六款规定了表达的自由，第二十七款与第二十八款规定了出版的自由，第三十三款与第三十四款规定了结社与集会的自由。

#### 集体权利
第十款规定社会阶级是无效的，第五十一款规定工人拥有成立、加入以及退出工会的权利 ，第五十三款与第五十四款规定工人拥有谈判与罢工的权利与自由。

### 第三部分：国家政府之组织

#### 立法权
第七款规定由公民选举的一院制土耳其大国民议会为唯一的立法机关。
第一百零四款规定国家总统由议会选举产生，行使国家元首的职责、代表土耳其共和国。

#### 司法权
第一百三十七款至第一百四十款规定了国家司法机构完全独立行使职权。

#### 行政权
第一百零九款规定国家行政权属于国家总统与政府各部部长，其中总理统领各部部长。

##### 国家安全
第一百一十七款规定国家总统同时为三军统帅，国家武装力量为土耳其武装部队（TAF）。
第一百一十八款规定国家安全委员会是一个由土耳其武装部队总参谋长和其他四名主要指挥官以及其他高级官员所组成的咨询机构，其职责为制定国家安全政策。

### 宪法的修订
第一百七十五款规定只有在议会表决取得超过三分之二的票数方可修改宪法，且只有议会议员有权提出宪法修正案。

## 參閲
- 土耳其稅收制度